# Chrysolina (подрод)
Chrysolina (лат.) — подрод травяных листоедов подсемейства хризомелин, семейства листоедов.

## Описание
Тело ржаво-красное или ржаво-коричневое. Вершинный членик челюстных щупиков в два раза короче предыдущего членика. Лапки с низу покрыты волосками. Надкрылья со спутанной пунктировкой.

## Систематика
- Chrysolina bankii (Fabricius, 1775)
- Chrysolina costalis (Olivier, 1807)
- Chrysolina fortunata (Wollaston, 1864)
- Chrysolina obsoleta (Brullé, 1838)
- Chrysolina staphylea (Linnaeus, 1758)
- Chrysolina wollastoni Bechyné, 1957

## Распространение
Встречаются в Голарктике.